# HD 15082
HD 15082 (WASP-33) – gwiazda oddalona od Ziemi o 378 lat świetlnych, położona w gwiazdozbiorze Andromedy. W 2010 w ramach programu WASP odkryto planetę WASP-33 b orbitującą swoje słońce w odległości zaledwie 0,02 jednostki astronomicznej.
HD 15082 jest gwiazdą zmienną typu delta Scuti, należy do typu widmowego A, a jej widmo optyczne jest bardzo złożone, posiada cechy gwiazd typu widmowego A8 i A5, a także F4.